# Festino di Baldassarre
Il Festino di Baldassarre è un dipinto a olio su tela (167,6x209,2 cm) realizzato nel 1636 circa dal pittore Rembrandt Harmenszoon Van Rijn. È conservato nella National Gallery di Londra.

## Descrizione
Il dipinto rivela l'attrazione del pittore per le rappresentazioni sceniche del teatro, che in quegli anni viveva un'ampia riscoperta nei Paesi Bassi divenuti indipendenti. Grande attenzione rivela Rembrant per gli abiti, riprodotti con estrema minuzia e dovizia di particolari.
L'episodio raffigurato è tratto dal Libro di Daniele. Baltassar, re di Babilonia, nonostante l'assedio da parte di Ciro, preferisce organizzare un banchetto a corte, anziché provvedere alla difesa della città. I commensali fanno libagioni e si cibano nelle coppe e nel vasellame trafugato tempo prima dal padre di Baltassar, Nabucodonosor, durante la conquista di Gerusalemme e il saccheggio del tempio.
Per un malizioso scherzo del destino il sovrano Babilonese patisce la stessa sorte fatta soffrire da suo padre al popolo ebraico. Nel dipinto il suggello a tale amaro destino viene, nel bel mezzo del convito, da una improvvisa apparizione dall'oscurità della tela. Una scritta è disegnata da una mano su una parete, essa recita: "Dio ha computato il tuo regno e gli ha posto fine. [...] Il tuo regno è messo a pezzi, ed è dato a Medi e Persiani".
L'opera è firmata e datata "REMBRANDT, F. 163(.)".